# Dhofar 911
El meteorito conocido como Dhofar 911 es de los escasos meteoritos de origen lunar que se conocen.
Este meteorito fue encontrado en el desierto de Omán (latitud: 19°19.9'N, longitud: 54°46.6'E ) teniendo un peso total de 194 gramos separado en nueve partes. Es del tipo anortosita lunar.